# إندوبلازم

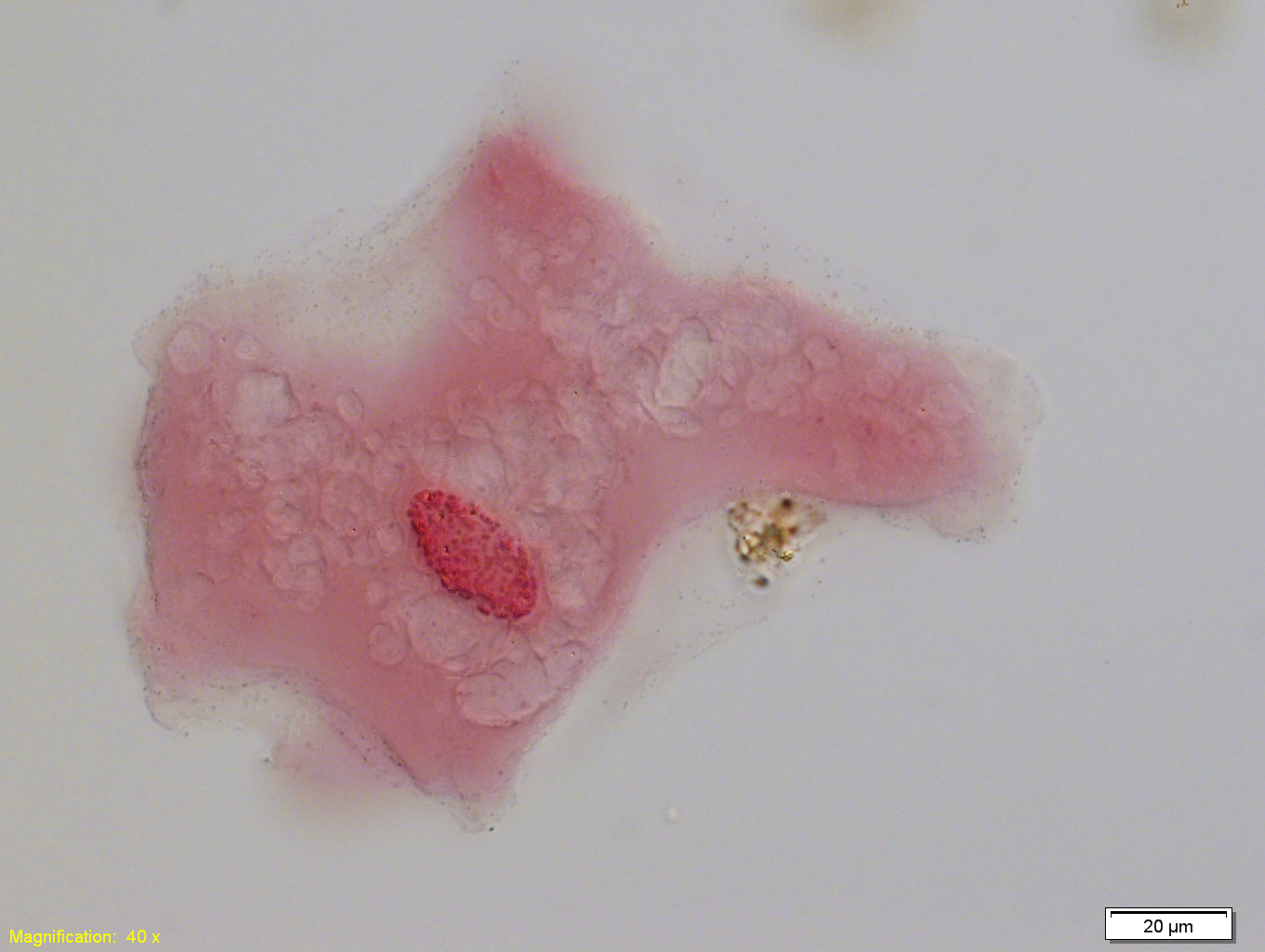
الموضح هو صورة مجهرية للأميبا؛ النواة الوردية الداكنة هي مركز الخلية حقيقية النواة، حيث تنتمي غالبية بقية جسم الخلية إلى الإندوبلازم. على الرغم من عدم ظهورها, الا ان البلازما الخارجية تتواجد داخل غشاء البلازما مباشرة.

يشير مصطح الإندوبلازم أو البلازما الداخلية عمومًا إلى الجزء الدّاخلي الكثيف والمحبب غالبًا من السيتوبلازم. في المقابل يوجد الإكتوبلازم (البلازما الخارجية) والتي تشكل الطبقة الخارجية غيرالحبيبية من السيتوبلازم، والتي عادة ما تكون مائية ومجاورة مباشرة لغشاء البلازما. يستخدم هذان المصطلحان بشكل أساسي لوصف سيتوبلازم الأميبا، وهي خلية أولية حقيقية النواة. حيث تُفصل النواة عن الإندوبلازم بواسطة الغلاف النووي. ساهمت التركيبات واللزوجة المختلفة للاكتوبلازم والاندوبلازم في حركة الأميبا عن طريق تكوين الاقدام الكاذبة. على أي حال، هنالك أنواع أخرى من الخلايا يكون السيتوبلازم فيها مقسم إلى بلازما داخلية وخارجية. تحتوي البلازما الداخلية إلى جانب الحبيبات، على الماء والأحماض النووية والأحماض الأمينية والكربوهيدرات والأيونات غير العضوية والدهون والإنزيمات والمركبات الجزيئية الأخرى. كما ويشكل موقع معظم العمليات الخلوية حيث أنه يضم العضيات التي تشكل نظام الغشاء الداخلي، بالإضافة إلى العضيات المستقلة. تعتبر البلازما الداخلية ضروريًة لمعظم أنشطة التمثيل الغذائي، بما في ذلك انقسام الخلايا.
يكون الاندوبلازم بعيداً عن حالة السكون والثبات كما هو الحال في السيتوبلازم. حيث يكون في حالة تدفق مستمر من خلال النقل داخل الخلايا، حيث تنتقل الحويصلات بين العضيات ومن وإلى غشاء البلازما. تتحلل المواد بشكل منتظم كما وتُصنع داخل الإندوبلازم بناءً على احتياجات الخلية والكائن الحي. تعمل بعض مكونات الهيكل الخلوي في أنحاء الإندوبلازم على الرغم من أن معظمها يتركز في الاكتوبلازم أي باتجاه حواف الخلايا، وبالقرب من غشاء البلازما. حبيبات الإندوبلازم تتواجد معلَقة في العصارة الخلوية.

## حبيبات
يشير مصطلح الحبيبة إلى جسيم صغير يتواجد داخل الإندوبلازم عامةً، وإلى الحويصلات الإفرازية خاصة. تشكل الحبيبة السمة المميزة للاندوبلازم، لأنها عادة لاتتواجد داخل البلازما الخارجية وتقتصر على الاندوبلازم. وتكون هذه الاجزاء من نظام الغشاء الداخلي محاطة بطبقة ثنائية من الشحميات الفسفورية ويمكن أن تندمج مع العضيات الأخرى بالإضافة إلى غشاء البلازما. غشاءها شبه منفذ ويسمح لها بإيواء المواد التي يمكن أن تكون ضارة بالخلية إذا سُمح لها بالتدفق بحرية داخل العصارة الخلوية. تمنح هذه الحبيبات الخلية قدرًا كبيرًا من

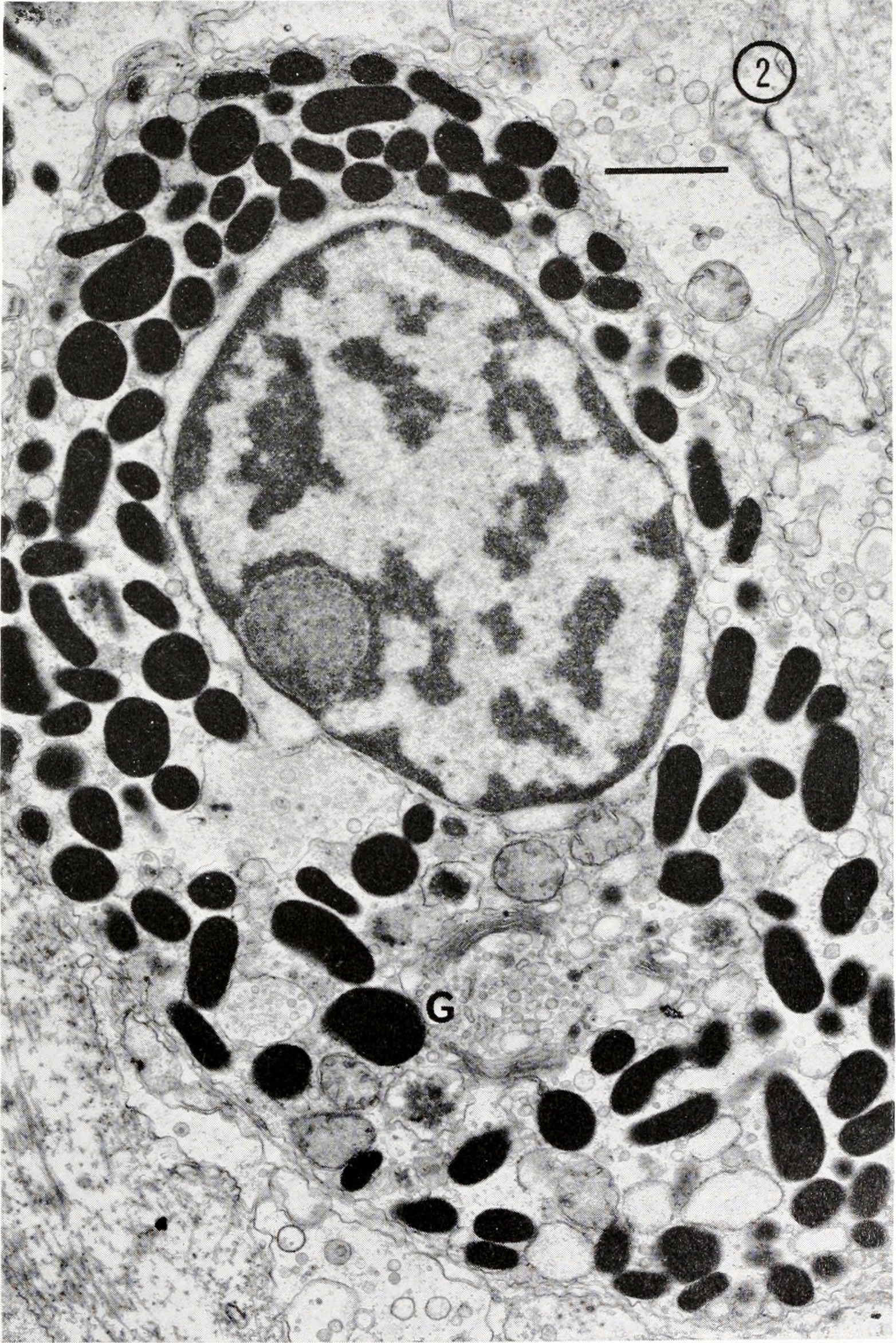
هذا غلاف لخلية عصبية، معروض هنا بسبب الحبيبات السيتوبلازمية الواضحة. تأخذ الحبيبات، التي تظهر سوداء اللون تقريبًا بسبب كثافتها الإلكترونية العالية، جزءًا كبيرًا من الإندوبلازم. يتم تعليقها في العصارة الخلوية التي تمثل المكون السائل في السيتوبلازم.

التنظيم والتحكم في مجموعة متنوعة من الأنشطة الأيضية التي تحدث داخل الإندوبلازم. هناك العديد من الأنواع المختلفة منها، وتتميز بالمواد التي تحتويها الحويصلة. يمكن أن تحتوي هذه الحبيبات (الحويصلات) على إنزيمات وناقلات عصبيّة وهرمونات وفضلات. وعادةً ما تُوجه هذه المحتويات لخليّة أو نسيج آخر. تعمل هذه الحويصلات كمخزن حيث تخزن محتوياتها وتحررها عند الحاجة، وغالبًا ما يتم دفعها عن طريق مسار إشارات. فبمجرد الإشارة إلى الحويصلات للتّحرك، يمكنها أن تنتقل على طول جوانب الهيكل الخلوي عبر البروتينات الحركية حتى تصل وجهتها النهائية.

## العصارة الخلويّة جزء من الاندوبلازم
تشكل العصارة الخلوية الجزء شبه المائع من الإندوبلازم حيثما تتعلق المواد. حيث انه هلام مائي يحتوي بشكل مركز على جزيئات مزدحمة ومعبأة معًا داخل قاعدة مائية بحيث يكون سلوكها اقرب إلى الهلام منها إلى السائل. يعتمد على الماء ولكنها تحتوي على جزيئات صغيرة وكبيرة ما يمنحها الكثاقة. لها عدة وظائف، ومن ضمنها الدعم المادي للخلية ومنع انكماشها، بالإضافة إلى تحليل العناصر الغذائية، ونقل الجزيئات الصغيرة، كما انها تحتوي على الريبوسومات المسؤولة عن بناء وصنع البروتين.
يشكل الماء الجزء الأكبر من تكوين العصارة الخلوية، ولكنها تحتوي أيضًا على خليط معقد من الجزيئات الكبيرة المحبة للماء، والجزيئات والبروتينات الصغيرة، والأيونات المذابة. تتغير محتويات العصارة الخلوية بناءً على احتياجات الخلية. لا ينبغي الخلط بينه وبين السيتوبلازم، فإن العصارة الخلوية هي فقط قالب هلامي للخلية، لا تحتوي على الكثير من الجزيئات الكبيرة الضرورية للوظيفة الخلويّة.

## حركة الأميبا عبر التغيرات الإندوبلازمية
المصدر الاساسي لحركة الاميبا هو الاقدام الكاذبة ولكن هناك أيضا زوائد تساعدها على الحركة كالاسواط والاهداب. والحركة باستخدام الاقدام الكاذبة تستغل التناسق المختلف للاكتوبلازم والاندوبلازم لتتمكن من إنشاء القدم الكاذبة هو مصطلح يطلق على تمديد غشاء البلازما للخلية على شكل زائدة تسحب الخلية إلى الأمام.
ما يجري خلف هذه الحركة يتضمن كل من الجزء الهلامي من الاكتوبلازم (البلازما الخارجية)، والحُلالة الأكثر سيولة من الإندوبلازم. لتكوين القدم الكاذبة، يبدأ هلام الاكتوبلازم في التحول إلى حُلالة والذي بدوره يعمل جنباً إلى جنب مع الاندوبلازم ليدفع جزءًا من غشاء البلازما لتكوين الزائدة. وبمجرد أن يتم تمديد القدم الكاذبة، تبدا الحُلال في العودة للتحول إلى هلام، ويتحول مرة أخرى إلى اكتوبلازم، حيث يندفع جسم الخلية المتأخر لأعلى باتجاه الاقدام الكاذبة مما يحرك الخلية إلى الأمام.على الرغم من أن الأبحاث أظهرت أن جوانب الهيكل الخلوي (خاصة الألياف الدقيقة) تساعد في تكوين الأرجل الكاذبة إلا أن الآلية الدقيقة غير معروفة. أظهرت الأبحاث التي أُجريت على الأميبا الحركية أن الخيوط الدقيقة تكون عمودية وموازية معا لمحور تقلص غشاء البلازما للمساعدة في تمديد غشاء البلازما وتكوين الزائدة.

## عمليات داخل الاندوبلازم
التنفس الخلوي

تعرض هذه الصورة ثلاث عمليات رئيسية لتنفس الخلية - المسار الذي تحصل منه الخلية على الطاقة على شكل ادينوسين ثلاثي الوسفات. تشمل هذه العمليات تحلل السكر ودورة حامض الستريك وسلسلة نقل الإلكترون.

الميتوكوندريا ضرورية لكفاءة حقيقيات النوى. تقوم هذه العضيات بتفكيك السكريات البسيطة مثل الجلوكوز لتكوين العديد من جزيئات الأدينوسين ثلاثي الفوسفات. يوفر الادينوسين ثلاثي الفوسفات الطاقة لتصنيع البروتين، والذي يأخذ حوالي 75% من طاقة الخلية بالإضافة إلى العمليات الخلوية الأخرى مثل مسارات الإشارات.يختلف عدد الميتوكوندريا الموجودة في الإندوبلازم في الخلية بناءً على احتياجات التمثيل الغذائي للخلية. الخلايا التي يجب أن تصنع كمية كبيرة من البروتينات أو تحلل الكثير من المواد تتطلب كمية كبيرة من الميتوكوندريا. يتم تكسير الجلوكوز من خلال ثلاث عمليات متتالية: تحلل السكر، ودورة حمض الستريك، وسلسلة نقل الإلكترون.
تصنيع البروتين
يبدأ صنع البروتين في الريبوسوم، سواء الحر منها أو المرتبط بالشبكة الإندوبلازمية الخشنة. يتكون كل ريبوسوم من وحدتين فرعيتين وهو مسؤول عن ترجمة الشفرات الجينية من حمض الريبونوكلييك الرسول (الرنا الرسول) إلى بروتينات عن طريق إنشاء سلاسل من الأحماض الأمينية تسمى الببتيدات. عادة ما تكون البروتينات غير جاهزة لهدفها النّهائي بعد مغادرة الريبوسوم. تقوم الريبوسومات المرتبطة بالشبكة الإندوبلازمية بإطلاق سلاسل البروتين الخاصة بها في تجويف الشبكة الإندوبلازمية، وهي بداية نظام الغشاء الداخلي. يتم طي البروتينات وتعديلها داخل الشبكة الاندوبلازمية بإضافة جزيئات مثل الكربوهيدرات، ثم تُرسَل إلى جهاز غولجي، حيث يتم تعديلها وتجميعها لإرسالها إلى وجهتها النهائية. الحويصلات هي المسؤولة عن النقل بين مكونات نظام الغشاء الداخلي وغشاء البلازما.
أنشطة التمثيل الغذائي الأخرى
بالإضافة إلى هاتين العمليتين الرئيسيتين اللتين ذُكرتا سابقاً هناك العديد من الأنشطة الأخرى التي تحدث في الإندوبلازم. تحلل الجسيمات الحالّة الفضلات والسموم بالأنزيمات التي تحتوي عليها. تصنع الشبكة الإندوبلازمية الملساء الهرمونات والدهون، وتزيل السموم، وتتحكم في مستويات الكالسيوم في الخلايا.كما ان الجسيمات المركزية الموجودة في الإندوبلازم تساعد في تكوين المغزل على الرغم من أن معظم التحكم في انقسام الخلايا موجود في النواة. يعتبر الإندوبلازم موقعًا للعديد من الأنشطة الضرورية للخلية للحفاظ على التوازن.